# Litle Netholmen
Litle Netholmen est une île norvégienne du comté de Hordaland appartenant administrativement à Austevoll.

## Description
Située au nord de Store Netholmen, rocheuse et couverte d'arbres, à fleur d'eau, elle s'étend sur environ 114 m de longueur pour une largeur approximative de 51 m.